# Villa Mauri
Villa Mauri, nota anche come Villa Rodolfo Mauri, è una storica residenza della città di Gallarate in Lombardia.

## Storia
La villa venne eretta secondo il progetto dell'architetto Carlo Moroni su commissione dell'allora sindaco di Gallarate, Rodolfo Mauri. La mancanza di una puntuale documentazione d'archivio rende impossibile definire con precisione la data di costruzione, collocabile nei primi anni del XX secolo.
Alcune campagne di ristrutturazione hanno parzialmente alterato alcuni dettagli architettonici originali.

## Descrizione
La villa presenta uno stile liberty. Si trova in via Solferino 16, sull'ultima propaggine della collina di Crenna in un contesto originariamente rurale, oggi inglobato nell'area urbana di Gallarate.
L'edificio, che si sviluppa su due livelli principali poggiati su un importante basamento, è costituito da volume principale cui sono affiancati alcuni avancorpi, tra i quali spicca la torretta angolare che si erge su tre livelli culminando in una loggia. I prospetti presentano intelaiature angolari intonacati con specchiature in mattone rosso leggermente arretrati. Le aperture, variamente articolate, sono incorniciate da modanature di intonaco più chiaro che tramite la loro articolazione tendono a collegare, in facciata, i due livelli dell'edificio.
Il tratto architettonico distintivo dell'edificio è rappresentato dalle due aperture circolari quali quella del porticato che precede l'ingresso, al centro della quale è posizionato un vaso su piedistallo, e quella del primo piano del prospetto est, affacciata sul giardino. Sono queste, insieme ai parapetti in ferro lavorati a motivo floreale, a collocare chiaramente l'edificio nell'ambito dello stile liberty.

## Galleria d'immagini

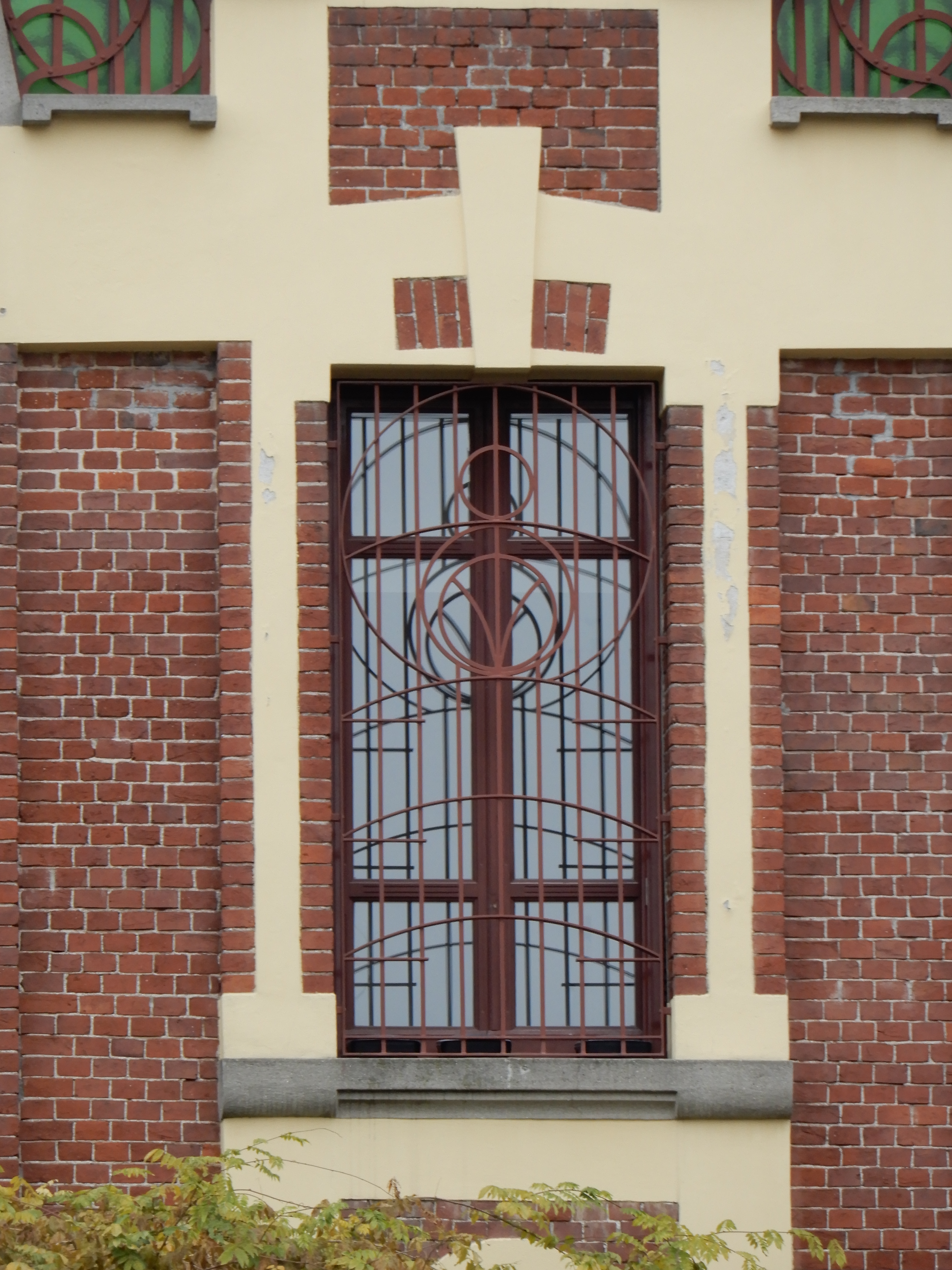
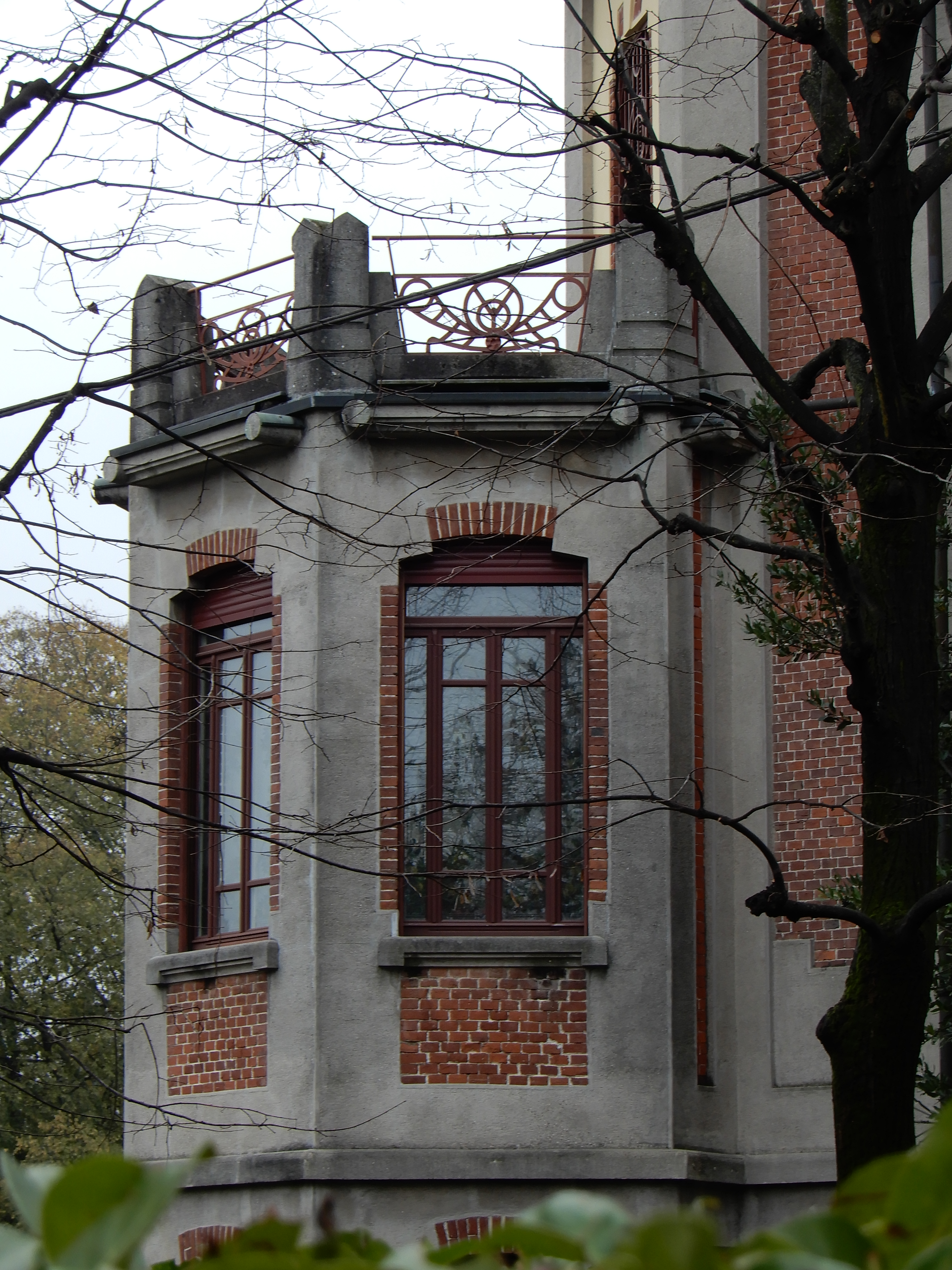
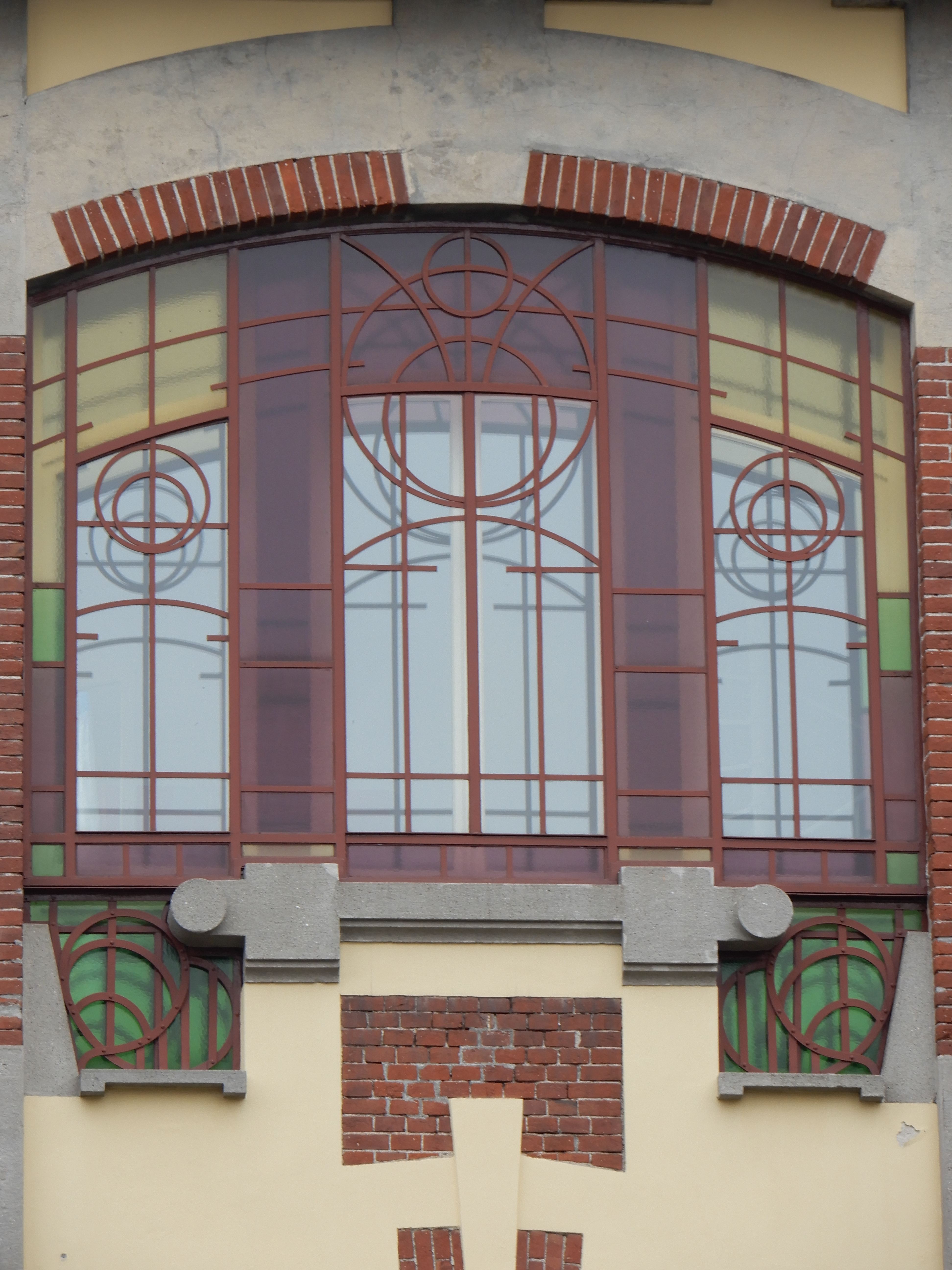